# Depresión de Qattara
La depresión de Qattara (en árabe: منخفض القطارة‎, Munkhafad al-Qattarah) es una cuenca arreica y desértica situada dentro del desierto de Libia, al noroeste de Egipto. 
La depresión de Qattara abarca aproximadamente 18.000 km², y sus dimensiones máximas son 80 km de anchura y 120 km de longitud. La parte más profunda está 133 m por debajo del nivel del mar, y contiene el segundo punto más bajo de África (el más bajo está en el lago Assal, en Yibuti). La zona inferior de la depresión está compuesta por estratos de sal.
Existe un proyecto para anegar la depresión con aguas del mar Mediterráneo, convirtiendo así este amplio espacio desértico en un mar interior. 

## Historia en la Segunda Guerra Mundial
Durante la Segunda Guerra Mundial, la presencia de la depresión dio forma a la Primera y Segunda Batalla de El Alamein. Se consideraba intransitable para tanques y la mayoría de los demás vehículos militares debido a características como lagos salados, altos acantilados o escarpes, y fech fech (arena en polvo muy fina). Los acantilados en particular actuaban como frontera con el campo de batalla de El Alamein, lo que significaba que las fuerzas del Imperio británico no podían ser flanqueadas hacia el sur. Tanto las fuerzas del Eje como las aliadas construyeron sus defensas en una línea desde el mar Mediterráneo hasta la depresión de Qattara. Estas defensas se conocieron como los Jardines del Diablo y en su mayor parte todavía están allí, especialmente los extensos campos minados.
Ninguna unidad militar grande entró en la Depresión, aunque las patrullas alemanas del Afrika Korps y el Grupo Británico del Desierto de Largo Alcance operaron en el área, ya que estas pequeñas unidades tenían una experiencia considerable en viajes por el desierto. Las unidades de reparación y salvamento de la RAF (por ejemplo, 58 RSU) utilizaron una ruta a través de la depresión para rescatar o recuperar aviones que habían aterrizado o se estrellaron en el desierto occidental, lejos de la llanura costera.
Las RSU incluían camiones con tracción en seis ruedas, grúas Coles y remolques grandes, y estuvieron particularmente activas desde mediados de 1941, cuando el vicemariscal del aire G.G. Dawson llegó a Egipto para solucionar la falta de aviones en servicio.
Gordon Welchman citó a un oficial de comunicaciones alemán destinado en la Depresión por haber ayudado involuntariamente a descifrar el código de la máquina Enigma, porque sus transmisiones regulares indicaban que no había "nada que informar".